# Franz Stickan
Franz Stickan (* 5. Juli 1887 in Nordenham; † 3. Dezember 1953 in Bremen; vollständiger Name: Franz Albert Karl Friedrich Stickan) war ein deutscher Manager, der langjährig als Reederei-Direktor der Dampfschifffahrts-Gesellschaft „Neptun“ (DG Neptun) wirkte.

## Biografie

Flagge der DG Neptun

### Ausbildung und Beruf
Stickan wuchs in Nordenham auf. Er absolvierte eine Lehre bei der DG Neptun in Bremen und war ab 1905 als Gehilfe tätig. Er leistete Kriegsdienst im Ersten Weltkrieg und kehrte 1919 aus britischer Kriegsgefangenschaft zurück. Bei der DG Neptun war nun Assistent in der Befrachtungsabteilung. 1922 erfolgte seine Berufung zum Prokuristen, und 1923 wurde er stellvertretender Direktor der Reederei.
1925 übernahm er als alleiniger Vorstandsvorsitzender die Leitung des aufstrebenden Unternehmens, das unter seiner Führung zur größten Reederei im europäischen Küstenverkehr wurde. Zu Beginn des Zweiten Weltkriegs verfügte die DG Neptun über 71 Schiffe und in den ersten Kriegsjahren über 87 Schiffe mit einer Tragfähigkeit von 149.000 Tonnen.
Stickan begann ab etwa 1948, den Liniendienst der Reederei wiederaufzubauen; zuerst in Europa und ab 1951 nach Afrika. Als er 1953 starb, hatte die DG Neptun wieder 33 Seeschiffe und vier Leichter.

### Weitere Mitgliedschaften und Ämter
Stickan saß in den Aufsichtsräten verschiedener anderer Unternehmen und war Mitglied im Verkehrsausschuss der Handelskammer Bremen. Von 1945 bis 1953 war er als Nachfolger von Hermann Helms jun. Vorsitzender des Bremer Rhedervereins; ihm folgte Werner Vinnen in diesem Amt.

### Ehrungen
- Die Franz-Stickan-Straße in Bremen-Woltmershausen wurde 2001 nach ihm benannt.